# لورين بينيت
لورين بينيت (بالإنجليزية: Lauren Bennett)‏ (من مواليد 23 يونيو 1989) هي مغنية انجليزية، راقصة، وعارضة أزياء وقد اشتهرت كعضو في مجموعة G.R.L.، التي حلت في يونيو 2015.كما أنها معروفة لعملها مع باراديسو ب جيرلس سلو جرين روبن أنتن من بوسيكات دولز وعلى الأخص مع إل إم إف أي أو حيث شاركت معهم في أغنية حفلة روك المشهورة.

## روابط خارجية
- لورين بينيت على موقع ميوزك برينز (الإنجليزية)
- لورين بينيت على موقع أول ميوزيك (الإنجليزية)
- لورين بينيت على موقع ديسكوغز (الإنجليزية)